# Hutgraben (Altomünster)
Hutgraben ist ein Gemeindeteil von Altomünster im oberbayerischen Landkreis Dachau. Am 1. Mai 1978 kam die Einöde Hutgraben als Ortsteil von Pipinsried zu Altomünster.

## Geschichte
Der Bauernsohn Georg Asam aus Pipinsried und seine Ehefrau Katharina, geb. Wecker aus Thalhof, kauften hier 1839/40 ein Grundstück und errichteten ein Anwesen nach der Rodung des Geländes.